# Bemidbar (parasha)
Pour les articles homonymes, voir Bemidbar.
Bemidbar, souvent appelée, mais à tort Bamidbar (במדבר — héb. pour "dans [le] désert”, le cinquième mot, et premier distinctif de la parasha) est la 34e section hebdomadaire du cycle annuel de lecture de la Torah et la première du Livre des Nombres. 
Elle correspond à Nombres 1:1–4:20. Les Juifs de la Diaspora la lisent généralement en mai ou au début de juin.

## Résumé
Dans le désert du Sinaï, D.ieu demande à Moïse d'effectuer un nouveau dénombrement des enfants d'Israël, et lui expose la façon dont doivent être disposés les camps autour du sanctuaire ainsi que leur ordre de marche. Il lui indique aussi les rôles des différentes familles de la tribu de Lévi en commençant par les cohanim fils d'Aaron et les Qehatites, dont sont issus Aaron et Moïse, chargés du transport des ustensiles du sanctuaire.

### Divisions de la parasha lors de la lecture complète
La lecture de la parasha à la synagogue le sabbath est traditionnellement divisée en sept sections, pour lesquelles un membre différent de la congrégation est appelé à lire. La première lecture, le rishon, échoit traditionnellement à un cohen, la seconde, appelée sheni, à un levi, les suivantes à un israël (ni cohen ni levi). La septième section comporte une sous-section, le maftir, qui est lu par la personne qui lira ensuite la haftara.
Les sections de la parashat Bemidbar sont:
- rishon:
- sheni:
- shlishi:
- revi'i:
- hamishi:
- shishi:
- shevi'i:
  - maftir:

### Divisions de la parasha lors de la lecture abrégée
Une lecture publique de la parasha fut instaurée par Ezra le Scribe le lundi et le jeudi à la synagogue. Cette lecture, sensiblement plus courte, ne comprend que trois sections, la première réservée au cohen, la seconde au levi, la troisième à un israël
- Section du cohen: Bemidbar[5]
- Section du levi: Bemidbar[5]
- Section de l'israël: Bemidbar[5]

### Maqam
Un maqam est un système de modes musicaux utilisé dans la musique arabe mélodique classique. Les juifs originaires des pays orientaux (Afrique du Nord, Syrie) s'en sont inspirés, et adaptent la mélodie de la liturgie du Shabbat en fonction du contenu de la parasha de cette semaine. Ils emploient 10 maqam différents, possédant chacun son usage propre.
Le maqam utilisé lors du sabbath au cours duquel on lit la parashat Bemidbar est habituellement le Maqam Rast, marquant l'initiation de la lecture du Livre des Nombres. Les années où la parashat Bemidbar coïncide avec le Shabbat Kalla (le sabbath précédant le festival de Chavouot), la solennité est marquée par le Maqam Hosseni.

## Rishon

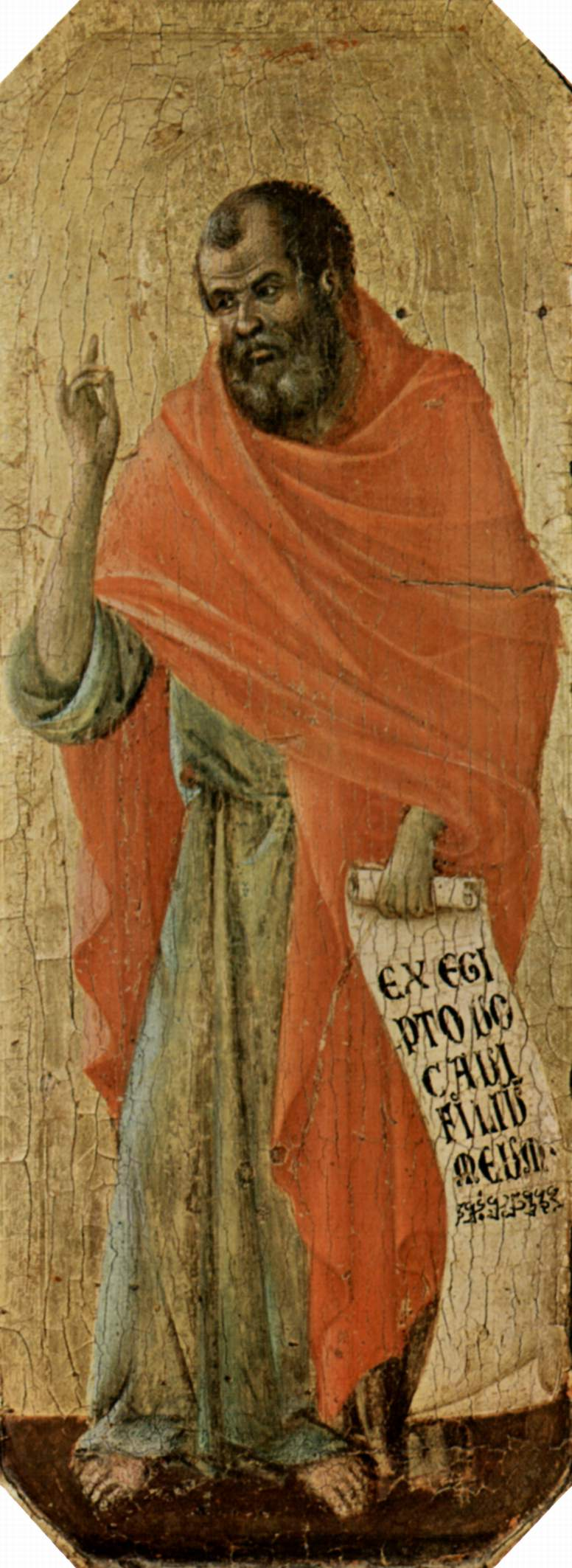
Osée (tableau du Duomo de Sienne)

## Commandements
La Torah comporte, selon la tradition rabbinique, 613 prescriptions. Différents sages ont tenté d'en établir un relevé dans le texte biblique.
Selon deux de ces computs les plus célèbres, le Sefer Hamitzvot de Moïse Maïmonide et le Sefer HaHinoukh, la parashat Bemidbar ne comporte aucune prescription.

## Haftara
La haftara est une portion des livres des Neviim ("Les Prophètes") qui est lue publiquement à la synagogue après la lecture de la Torah. Elle présente généralement un lien thématique avec la parasha qui l'a précédée.
La haftara pour la parashat Bemidbar est, habituellement, Osée 2:1–22. Le prophète évoque le nombre des enfants d'Israël, non par un recensement, comme la parasha, mais comparaison au sable dans la mer (Osée 2:1). Dans les deux Textes, le peuple d'Israël se trouve dans le désert (midbar -- Nombres 1:1;Osée 2:5 & 2:16.)

### À Chabbat Ma'har 'Hodesh
Lorsque la parasha Bemidbar coïncide avec le Shabbat précédant la néoménie (comme c'est le cas en 2009), la haftara est 1 Samuel 20:18–42.